# Развој лекова
Развој и регистрација лека су процеси потребни да би се нова лековита супстанца, комбинација лековитих супстанци или стара лековита супстанца са измењеном индикацијом или као нов фармацеутски облик пласирала на тржиште. У току 2-12 година истраживања потребно је уложити око 1,8 милијарди долара, при чему тек 1 од 10 000 супстанци успешно прође сва тестирања, а од тога свака трећа поврати уложени новац.
Грешке до којих је долазило у прошлости, нарочито примена талидомида, утицали су да процес регистрације буде врло ригорозан. Да би се олакшало пласирање лека провереног од стране неке од релевантних светских установа, у току је процес хармонизације прописа који воде САД, Европска унија и Јапан.

## Нови лекови

### Откриће нове супстанце
Најдужу, најкомпликованију и најригорознију процедуру пролазе нове супстанце које претендују да постану лекови. До нове лековите супстанце долази се на неколико начина:
- синтеза потпуно нове супстанце – често се чистом случајношћу установи да неко хемијско једињење има лековито дејство (сулфонамиди, барбитурати…)
- модификацијом познатих хемијских једињења (тиазидни диуретици)
- модификовањем биолошки активних једињења из човека, биљака, животиња и гљива (кортикостероиди, полусинтетски пеницилини)
- планским истраживањем биохемијских процеса и молекула који на њих могу утицати.

Последњи начин је данас најзаступљенији, а овим прилазом је Џејмс Блек открио адренергичке бета блокаторе и хистаминске H2 блокаторе (циметидин), за шта је добио Нобелову награду за медицину 1988. године.
Након синтезе, нова супсанца улази у претклиничка испитивања. Фармацеутска кућа која креће у истраживања лека попуњава патентну пријаву, захваљујући чему има ексклузивна права на производњу и продају лекова са патентираном лековитом супстанцом у наредних 20 година. Како истраживања трају око 10 година, то произвођач има још толико времена да поврати уложена средства.

### Претклиничка испитивања
Претклиничка испитивања се обављају in vivo (на животињама) in vitro. За in vitro претклиничка испитивања се користе:
- пречишћени ензими
- субцелуларне фракције (интактне ћелијске органеле)
- изоловане ћелије у суспензији или култури
- режњеви органа
- изоловани прокрвљени органи

Током претклиничких испитивања изводе се фармакоинамске, фармакокинетичке и токсиколошке студије. Да би се извршила сва предвиђена испитивања потребно је око 5 година.
Циљ фармакокинетичких испитивања је спознавање АДМЕ профила лекова, пре свега метаболизам и степен везивања за протеине плазме. У ту сврху се врше паралелно испитивања на неколико животињских врста и култури хуманих хепатоцита, како би се установило код које животињске врсте је метаболизам испитиване супстанце најближи оном код људи. Већина даљих испитивања метаболизма се онда изводи in vivo на одабраној всти.
Фармакодинамска испитивања за циљ имају потврду ефикасности, а токсиколошка безбедности лека. Токсиколошка испитивања су најдуготрајнија, јер се поред одређивања акутне токсичности (смртоносна доза лека) одређују и субакутна (6 месеци) и хронична (1-2 године) токсичност, тератогеност, утицај на репродуктивну способност, као и карциногени (2 године) и мутагени потенцијал супстанце, за које могу бити потребне године да се испоље. Ова испитивања захтевају жртвовање великог броја животиња, и тежи се да се бар нека изводе на in vitro моделима. Тако се данас мутагени потенцијал одређује на бактеријама или ћелијама сисара у култури.

### Клиничка испитивања
Клиничка испитивања лекова се спроводе на људима и служе за потврду и проверу података добијених у претклиничким испитивањима. Ово је најдужа фаза у развоју лека и може трајати и до 10 година. Спроводи се у 3 фазе:
- фаза обухвата испитивања на здравим добровољцима (10—50) и траје од пар дана до пар седмица. У току ових испитивања се сефинишу максимална безбедна доза, профил нежељених дејстава, као и фармакокинетика и фармакодинамика код људи.
- фаза се спроводи на 20 до неколико стотина новооткривених (нелечених) болесника, са релативно чистом дијагнозом. У пилот студији (IIа фаза), која се изводи на специјализованим клиникама, циљ је дефинисати опсег доза. У IIб фази испитује се однос доза/одговор, безбедност, фармакокинетика и фармакодинамика (која се може разликовати у односу на здраву популацију). У овој фази се по први пут испитује ефикасност лека. II фаза може обухватати и до 20 одвојених клиничких испитивања, а после било ког може доћи до обуставе даљих испитивања.
- фаза представља круну клиничких испитивања. Укључује велики број пацијената (укључујући и специфичне популације), са различитим облицима болести, другим пратећим болестима и по правилу се користи двоструко слепа проба. Контролној групи се даје плацебо или (када то није могуће) неки други, већ регистровани, лек. У специфичне популације спадају пацијенти са инсуфицијенцијом бубрега и јетре, стари, жене у лактацији и сл. У III фази се испитују и интеракције лека (са храном, другим лековима, алкохолом…) и утицај лекова на психичке, физиолошке и психомоторне процесе. На крају, у току ове фазе се утврђује и могуће стварање завиности од лека. Истраживања у III фази се најчешће спроводе симултано широм света[1].

Ако лек успешно прође сва клиничка испитивања, произвођач може добити дозволу за стављање лека у промет.

### Постмаркетиншка фаза
У току постмаркетиншке (пострегистрационе, IV) фазе, прати се лек на тржишту, његова ефикасност и безбедност. Утицај генетских разлика на фармакодинамски, фармакокинетички и токсиколошки профил лека најчешће се открије тек у овој фази, захваљујући великом броју података. За разлику од клиничких испитивања која представљају проспективне студије (тј. студије које су унапред планиране и контролисане), подаци добијени у IV фази се обрађују ретроспективним студијама (статистичком анализом постојећих података онаквих какви јесу).
Регулаторна тела могу захтевати израду ретроспективне студије, а могу је спровести и произвођачи самоиницијативно, ако желе да прошире циљану популацију, промене фармацеутски облик или режим дозирања, прошире индикације, или једноставно да упореде квалитет свог производа са конкурентским.

## Генерици
Генерици (генерички лекови) су лекови идентични по саставу, дози и фармацеутском облику неком већ регистрованом леку. Регистарција генерика обавља се по скраћеном поступку. Најчешће је довољно доказати једнаку ефикасност са регистрованим (оригиналним) леком, што се у пракси своди на испитивање биоеквиваленције. Дозвољено одступање биорасположивости оригиналног и генеричког лека је ±20%

## Промена индикације или облика
Приликом промене индикације или фармацеутског облика регистрација се спроводи по скраћеној процедури. Испитивања безбедности се не захтевају (осим у случају повећања дозе), али је неопходно доказати ефикасност за нову индикацију или у новом облику.

## лекови
препарати (енгл. Over The Counter – преко пулта) су лекови за чије издавање није потребан лекарски рецепт. Да би лек добио OTC статус, произвођач мора да докаже да лек има велику терапијску ширину, да пацијент може лако и сигурно сам поставити дијагнозу за чије је лечење препарат индикован, и мора посебно прилагодити упутство за употребу, тако да га и лаик може потпуно разумети.
У свету постоји све већа тежња ка самолечењу тако да се произвођачи могу након спровођења постмаркетиншких студија (након што пацијенти постану упознати са новим леком, његовим дозирањем, контраиндикацијама и нежељеним дејствима) одлучити да траже пререгистрацију лека у OTC.

## Лекови – сирочићи
Лекови за ретке индикације (енгл. Orphan Drugs – „лекови сирочићи“) намењени су лечењу болести које се јављају у једном случају у 200 000 или ређе. Ови лекови су потребни здравственом систему, али се због малог тржишта произвођачима не исплати да их региструју. Из тог разлога, често државе преузимају на себе регистрацију препарата, или одобравају увоз без регистрације, уколико постоје подаци о претклиничким и клиничким испитивањима у некој од земаља са блиском правном регулативом. Увоз лекова предлажу здравствене установе или (чешће) удружења оболелих од дате болести, а одобравају министарство здравља или агенција надлежна за издавање права на промет.